# 少年画報
『少年画報』（しょうねんがほう）は、かつて少年画報社が発行していた日本の少年漫画雑誌、月刊誌として創刊し、末期の約2年半は隔週刊誌であった。略称は「少画」。

## 歴史
戦後間もない1948年（昭和23年）に『冒険活劇文庫』として創刊され、1950年（昭和25年）4月号より『少年画報』と改題。当時の少年向けのマンガ雑誌という現在では当たり前のジャンルが確立していない時代に少年を対象とした漫画雑誌を刊行して漫画家の修練の場ともなり『少年画報』誌でデビューして後に大成した者も多くいる。1960年代前半は後発の他誌により発行部数が伸び悩むが、「マグマ大使」「怪物くん」「ロボタン」などの人気で盛り返し、更にそれらの作品がテレビ化された事で、テレビとのタイアップをメインにする様になる。しかし作品の終了と共にまた発行部数が伸び悩み、1969年（昭和44年）途中からは隔週刊の発行に改めるも振るわず、1971年に少年キングに合併という形で休刊に至る。
少年雑誌の名門として、吉田竜夫、桑田二郎、梶原一騎、河島 光広、森田拳次、武内 つなよし、望月三起也、日野日出志等、多くの漫画家が同誌で雑誌デビュー、ブレイクした。
執筆陣の中には手塚治虫、藤子不二雄、赤塚不二夫など、かつてトキワ荘に住んでいた者がいる。
2010年に『少年画報1960年1月号』の復刻版が発行されている。また2015年には少年画報社創立70周年記念事業として、eBookJapanと共同で1950年および1960年、1965年頃の少年画報を電子書籍化している。

## 連載された主な漫画
- 永松健夫「黄金バット」（1948年8月創刊号-1949年12月号、1950年新年号-5月号、1952年8月号-1953年8月号、井上智作画版：1967年4月号-1968年3月号）
- 手塚治虫「サボテン君」（1951年4月号-1953年3月号）
- 高野よしてる 「赤ん坊帝国」(1952年6月号-1953年9月号)
- 福井英一・武内つなよし「赤胴鈴之助」（1954年8月号-1960年12月号、1964年4月号-1965年3月号）
  - 福井は第1回執筆後に急逝し、それ以後は武内が引き継いだ。
- 河島光広・矢島利一「ビリーパック」 (1954年10月号-1961年6月号、1961年7月号-1962年7月号）
  - 河島は1961年に急逝し、それ以後を矢島が引き継いだ。
- 下山長平 「イナズマ君」 (1955年5月号-1960年4月号)
- 福田三郎 「さるとび佐助」 (1956年1月号-1960年3月号)
- 平川やすし 「金星金太」(1956年8月号-1960年3月号)
- わちさんぺい 「とらの子兵長」 (1957年1月号-1958年3月号)
- 桑田次郎 「まぼろし探偵」（1957年3月号-1961年12月号、1964年11月号-1965年4月号）
  - 当初のタイトルは「少年探偵王」
- 堀江卓「天馬天平」 (1957年6月号-1959年7月号、1960年5月号-1961年3月号）
  - 1959年7月で一旦終了したが、翌年テレビドラマ化に併せて再連載された。
- わちさんぺい　「わんわん航空隊」(1958年4月号-1959年9月号)
- 手塚治虫　「スーパー太平記」 (1958年7月号-1959年6月号)
- 笹川ひろし 「探偵学校」 (1958年9月号-1959年3月号)
- 寺田ヒロオ 「わんぱく記者」 (1959年1月号-1960年6月号)
- ムロタニ・ツネ象 「そよ風吹之介」 (1959年4月号-1960年3月号)
- 笹川ひろし 「鉄腕ベビー」 (1959年5月号-1960年7月号)
- 関谷ひさし 「KO小僧」 (1959年6月号-1960年5月号)
- あそうしょう六 「スター仮面」(1959年6月号-1960年6月号)
- 川内康範(原作)・矢野ひろし(作画) 「かみなり童子」(1959年8月号-1960年6月号)
- 植木金矢 「月影剣士」(1959年10月号-1960年12月号)
- わちさんぺい 「豆パンチ」(1959年12月号-1962年6月号)
- 巌竜司 (原作)・南村喬之(作画) 「白馬童子」(1960年2月号-1960年12月号)
- 福田三郎 「お笑一心太助」 (1960年4月号-1960年12月号)
- 平川やすし 「あめん坊」(1960年4月号-1963年12月号)
- 下山長平　「5郎10郎」　(1960年5月号-1961年8月号）
- 越田委寿美(原作)・桜井はじめ(作画) 「怪獣マリンコング」(1960年6月号-9月号)
- 北村寿夫(原作)・益子かつみ(作画) 「笛吹童子」 (1960年6月号-1960年11月号)
- 田辺虎男 (原作)・矢野ひろし (作画)「快傑鷹の羽」(1960年7月号-1960年12月号)
- 「少画名物 まんが寄席」（1960年9月-1961年3月）
  - 4名の漫画家によるショート・ショート作品を寄席風の進行で紹介するオムニバス作品。漫画家が落語家や漫談師などになって登場して進行。
- あそうしょう六　「特ダネ六さん」(1960年7月号-1961年12月号)
- 桑田次郎 「Xマン」(1960年10月号-1962年8月号)
- 伊東章夫「スーパーヒューリー」（1960年10月号 - 1961年8月号）
- 丸山健二 (原作)・吉田竜夫(作画)「パイロットA」 (1960年11月号-1964年4月号)
- 植木金矢　「鉄腕大学生」 (1961年1月号-1961年12月号)
- 武内つなよし 「平原児サブ」 (1961年1月号-1962年9月号)
- 結城三郎(原作)・南村喬 (作画) 「猿飛佐助」 (1961年1月号-1961年7月号)
- 高士与一(原作)・花岡しろう(作画) 「青空投手」 (1961年1月号-1962年3月号)
- そのやましゅんじ 「雪おやじ」 (1961年4月号-1961年12月号)
- 石森章太郎 「王アラジン」 (1961年5月号-1962年3月号)
- 山根赤鬼・山根青鬼「でこちん」（1961年6月号-1969年8月号）
- 辻なおき 「0戦太郎」(1961年9月号-1964年8月号)
- 森田拳次「ポパイ」（1961年10月号-1965年4月号）
- 花岡しろう 「巨人100番」 (1962年4月号-1963年3月号)
- 望月三起也 「ムサシ」(1962年4月号-1963年8月号)
- 荘司としお 「ピストン牛若」 (1962年4月号-1963年2月号)
- 桑田次郎 「未来の国のケンジ」 (1962年9月号-1963年6月号)
- 望月三起也　「最前線」(1963年9月号-1964年8月号)
- 平川やすし 「へんな子ちゃん」 (1964年1月号-1965年1月号)
- 高野よしてる (原作)・泉ゆき雄 (作画) 「赤ん坊帝国」(1964年1月号-1965年12月号)
- 荘司としお　「忍者投手X」 (1964年6月号-1965年12月号)
- 望月三起也　「荒鷲少年隊」(1964年9月号-1966年3月号)
- 関谷ひさし 「ばんざい探偵帳」 (1964年12月号-1965年11月号)
- 藤子不二雄A「怪物くん」（1965年2月号-1969年5月号）
- 赤塚不二夫（原作）・長谷邦夫（作画）「しびれのスカタン」（1965年4月号-1968年9月号）
- 手塚治虫「マグマ大使」（1965年5月号-1967年8月号）
- 桑田次郎 「スペードJ」 (1965年11月号-1966年6月号)
- 森田拳次「ロボタン」（1966年9月号-1968年9月号）
- 楳図かずお「猫目小僧」（1967年12月号-1968年5月号）
- 大佛次郎（原作）・荘司としお（作画）「海の次郎丸」（1968年2月-1968年7月）
- 梶原一騎（原作）・中城けんたろう（作画）「キックの鬼」（1969年2月号-1971年8号）
- ジョージ秋山「コンピューたん」（1969年6月号-1970年6号）
- 永井豪「学園番外地」（1969年9月8日号-1969年9月22日号）
- 梶原一騎（原作）・福原秀美（作画）「友情山脈」（1969年14号-1970年15号）
- 富田常雄（原作）・奥田邦夫（作画）「姿三四郎」（1970年4号-8月）
  - テレビドラマ版のコミカライズ。
- 石森章太郎「海底3万マイル」（1970年14号-1970年16号）
- 赤塚不二夫（原作）・佐々木ドン（作画）「48チビ」（1970年15号-1971年11号）
- 石森章太郎「アマゾネス」（1970年20号-1971年25号）
- 叶バンチョウ「殺し屋0758」（1971年3号-11号）